# Parque cuasi nacional de Hiba-Dogo-Taishaku

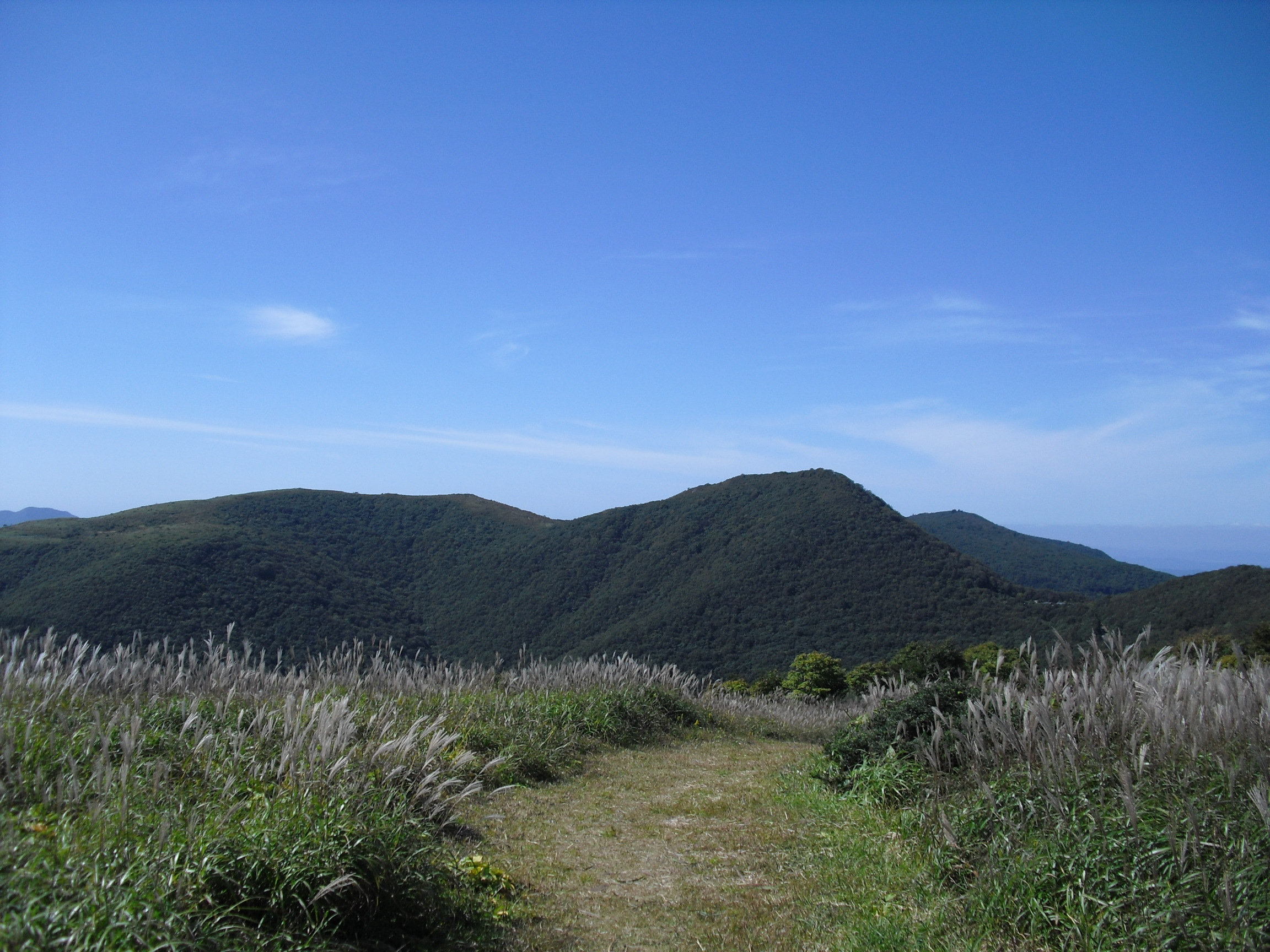
Monte Hiba en el Parque Nacional Hiba-Dogo-Taishaku Quasi

El parque cuasi nacional de Hiba-Dogo-Taishaku  (en japonés: 比婆道后帝釈国定公园, Hiba-Dogo-Taishaku Kokutei Kōen) es un parque nacional de Japón localizado al este de la isla de Honshu, en las prefecturas de  Tottori, Shimane e Hiroshima. Fue establecido el 24 de julio de 1963 y tiene una superficie de 78,08 km². Como su nombre  indica, el parque cuasi nacional se compone de una serie de montañas y barrancos en medio de las montañas Chugoku . El parque cuenta con bosques vírgenes de hayas japonesas, robles, castaños e interesantes helechos. La fauna incluye el Oso Negro Asiático, Macaco japonés, halcón águila de la montaña y de la salamandra gigante japonesa. El lago Shinryu es también un componente del parque.

## Montañas
Las montañas más destacadas del parque cuasi nacional de Hiba-Dogo-Taishaku son el monte Hiba (1299 m), el monte Azuma (1240 m), el Monte Sentsū (1142 m), y el monte Dogo (1271 m). Según el Kojiki, el monte Sentsū es conocido por su asociación con el mito Susanoo, específicamente su batalla con Yamata-no-Orochi.

## Barranco Taishaku
El pintoresco  Barranco Taishaku (帝釈峡 Taishaku-kyō) en la prefectura de Hiroshima, es una parte importante del parque, está formado por la erosión causada por el río Taishaku. El Barranco Taishaku tiene 20 kilómetros  de largo.

## Recreación
El  parque cuasi nacional de Hiba-Dogo-Taishaku es un destino popular para la práctica del senderismo y del esquí.